# Polestar 1
Polestar 1 — двухдверный гран туризмо компании Polestar с посадочной формулой 2+2 и гибридной силовой установкой Electric Performance Hybrid. Производство осуществлялось в Чэнду, Китай, где было построено первое производственное предприятие компании.
Polestar 1 создан путём доработки концепт-кара Volvo Concept Coupe 2013 года. Дизайн разработан Томасом Ингенлатом, который ранее работал в Audi, Škoda и Volkswagen. Серийный автомобиль был показан в октябре 2017 года на Шанхайском автосалоне. Это произошло после того, как компания выпустила несколько тизеров, в том числе видео, раскрывающее дату выпуска автомобиля , а несколько подробных фотографий были опубликованы в аккаунте компании в Instagram со 2 по 16 октября 2017 года.
В 2019 году в Polestar заявили о том, что машина находится на стадии завершения разработки и будет готова уже к 2020 году. Polestar 1 производился вплоть до 2021 года. Тогда, в честь завершения сборки модели, была выпущена особая версия машины, которая от обычной отличалась только матово-золотой краской.
Двигатель — 2-литровый бензиновый l4 с двойным наддувом. Кроме того, автомобиль имеет 2 электродвигателя со встроенным стартером-генератором (ISG).